# دنيس أسود
الدنيس الأسود أو كِندارة (الاسم العلمي Spondyliosoma cantharus)، نوع من أسماك الأسبورية ممكن التعرف عليها من خلال جسمها البيضاوي المضغوط والفكين التي تحتوي على 4-6 صفوف من الأسنان النحيلة التي تكون أكبر في المقدمة. فهي ذات لون فضي مع لونين زهري ووردي وخطوط ذهبية طولية مكسرة. يمكن أن يصل أقصى حجم لها إلى 60 سم. أعطانها شمال أوروبا والبحر الأبيض. وعادة ما توجد على رفوف الشواطئ على أعماق تتراوح بين 5 و300 متر.

## روابط خارجية
قالب:روابط شقيقة مضمن
- Page at Fish Base (بالإنجليزية) (بالألمانية)

```
(بالفرنسية)
 
(بالإيطالية)
```